# Квинт Помпоний
Квинт Помпоний (на латински: Quintus Pomponius) е политик на Римската република през началото на 4 век пр.н.е.
Произлиза от плебейската фамилия Помпонии. Роднина е на Марк Помпоний (трибун 449 пр.н.е.), Марк Помпоний Руф (консулски военен трибун 399 пр.н.е.) и Марк Помпоний (трибун 362 пр.н.е.).
През 395 пр.н.е. той е народен трибун с колеги Тит Сициний и Авъл Вергиний. Те организират римската колония Вейи, етруският град, който през 396 пр.н.е. бил завладян от диктатора Марк Фурий Камил и присъединен към владенията на Рим.